# Ћиндиреј
Ћиндиреј (рум. Ţăndărei) град је у у југоисточном делу Румуније, у историјској покрајини Влашкој. Ћиндиреј је четврти по важности град у округу Јаломица.
Ћиндиреј према последњем попису из 2002. има 12.462 становника.

## Географија
Град Ћиндиреј налази се у југоисточном делу Румуније, 150 километара источно од главног града Букурешта. Град је смештен у историјској покрајини Влашкој, тачније њеном источном делу Мунтенији.
Ћиндиреј се налази у источном делу Влашке низије, на приближно 15 метара надморске висине. Кроз град протиче река Јаломица. Јужно од града издиже се Бараганска степа.

## Становништво
У односу на попис из 2002, број становника на попису из 2011. се повећао.
| 1977.  | 1992.  | 2002.  | 2011.  |
| ------ | ------ | ------ | ------ |
| 10.166 | 14.212 | 14.591 | 13.219 |

Румуни чине већину становништва Ћиндиреја, а од мањина присутни су само Роми.